# Yanjaa
Yanjaa Wintersoul, mer känd som Yanjaa (mongoliska: Yanzhindulam), född i Ulan Bator i Mongoliet och uppvuxen i Sverige, är en mongolisk-svensk minnesatlet. Hon har deltagit i flera minnestävlingar och tog 2017 hem det individuella bronset i minnes-VM, tävlande för Mongoliet. I samma tävling vann hon guld i kategorin namn och ansikten. Hon har även slagit flera världsrekord.
Yanjaa medverkar i Netflixdokumentären Minnesmästarna (engelska: Memory Games) och i Netflixserien Explained, avsnittet The Mind, där hon också medverkar i dess trailer.